# Dravit
Dravit je mineral rjavega magnezijevega turmalina. Na Dobrovi pri Dravogradu ga je leta 1883 našel avstrijski mineralog Gustav Tschermak. Poimenoval ga je dravit, po Dravi. Rjavi turmalin, najden v Dobravi pri Dravogradu je pred tem omenil že Zeparovich v leksikonu o mineralih leta 1873.
Klasično nahajališče tega redkega minerala je precej izropano in se nahaja na pobočju nad naseljem. Večina pobranih kristalov se nahaja izven Slovenije.

## Zgodovina
Prva omemba rjavih kristalov turmalina v margaritnem blestniku na Koroškem je bila že leta 1839. Najprej so kot nahajališče navajali Prevalje in Kaplo, kasneje pa so si bili enotni, da je to nahajališče Dobrova pri Dravogradu. Zanimivi turmalini so zbudili zanimanje številnih avstrijskih mineralogov. Leta 1873 je Zepharowich opisal njihovo morfologijo in paragenezo. Mineralog Gustav Tschermak (1836–1927), profesor mineralogije in petrografije na Univerzi na Dunaju, pa je s pomočjo optične in kristalno-kemijske analize ugotovil, da gre za samostojen mineral iz skupine turmalinov. Leta 1884 ga je poimenoval po reki Dravi, ki teče nedaleč od najdišča. Najdba je objavljena v knjigi Lehrbuch der Mineralogie (objavljeno leta 1884).
Po koncu 19. stoletja so draviti potonili v pozabo skupaj z nahajališčem. To je po naključju spet oživelo v začetku sedemdesetih let dvajsetega stoletja, ko je Anton Čevnik iz Dobrove kopal temelje za hišo. Po odstranitvi ruše in prsti je naletel na večje kose preperelega margaritnega blestnika s sledovi vrtanja in drobci dravitov. Postalo jasno, da je znova odkrito staro nahajališče dravita.
Največje kristale so našli v najbolj debelo-zrnatem bledo-zelenem margaritnem blestniku. Kristali dravita so bili veliki do 4 cm, redki pa tudi do 10 cm. Izkop temeljev za hišo se je spremenil v skrbno in natančno izkopavanje dravitovih kristalov. Kristali dravita se nahajajo le v ozkem pasu margaritnega blestnika, ki ga obdajajo stare metamorfne kamnine Dravograjskega nariva, med katerimi prevladujejo biotitno-muskovitni gnajsi, amfiboliti in marmorji.

## Značilnosti
Dravit je po kemijski sestavi natrijev magnezijev aluminijev borosilikat – NaMg3Al6[(OH)4 | (BO3)3 | Si6O18]. Strukturo mu določa razporeditev atomov silicija in kisika v šesteren obročasti silikat Si6O18, iz česar izhaja prostorska skupina R3m in kristalna oblika, ki je trigonalna (ditrigonalno piramidna vrsta simetrije). Od ostalih turmalinov se dravit loči že na pogled, saj ima značilno medeno rjavo do temno rjavo ali skoraj črno barvo. Zaradi velike trdote (od 7-7,5 po Mohsovi lestvici) so prozorni turmalini živih barv cenjeni dragi kamni. Doslej najdeni draviti zaradi mnogih tankih razpokic in slabe prozornosti niso bili primerni za brušenje in draguljarstvo. Le redki draviti so prozorni, večinoma so le prosojni, vsi pa imajo steklast ali na prelomnih ploskvah smolnat sijaj. Običajno ima obliko stebričastih kristalov s prevladujočo tristrano in podrejeno šeststrano prizmo, na katerih so lahko izražene vzdolžne brazde. Na obeh koncih zaključeni kristali nimajo nujno enakih oblik “vršnih” kristalnih ploskev. Večinoma so to enostavne ali kompleksne trigonalne piramide, ali pinakoid.
Kristali dravita in nahajališče Dobrava pri Dravogradu so del slovenske geološke dediščine z najvišjo stopnjo varovanja.

## Druga nahajališča
Dravit se najde tudi na območju Strojne. Najaha se v metamorfni kamnini, ki jo zaradi lesketajoče bleščeče sljude (margarit) imenujemo blestnik. Dravit je nastal ob delovanju zelo vročih hidrotermalnih raztopin, ki so vsebovale bor in alkalije na metamorfozirane sedimentne kamnine z magnezijem (verjetno dolomite).
Do sedaj največje in najbolj znano nahajališče kristalov dravita Yinniethara v daljni Zahodni Avstraliji so našli in odkopali Slovenci - družina Soklič, ki izhaja iz Bleda.